# Edgar C. Polomé
Edgar C. Polomé (ur. 31 lipca 1920 w Brukseli, zm. 11 marca 2000 w Stanach Zjednoczonych) – belgijsko-amerykański językoznawca, specjalista w dziedzinie indoeuropeistyki. Zajmował się językami germańskimi, a także językami i literaturami orientalnymi i afrykańskimi.
Urodził się w Brukseli. Żył i pracował w Stanach Zjednoczonych. Piastował stanowisko profesora na Uniwersytecie Teksańskim w Austin.

## Publikacje
- Old Norse Literature and Mythology (1969)
- Language in Tanzania (1980)
- Language, Society and Paleoculture (1982)
- The Indo-Europeans in the Fourth and Third Millennia B.C. (1982)
- Essays on Germanic Religion (1989)
- Research Guide to Language Change (1990)
- Reconstructing Languages and Cultures (1992)
- Indo-European Religion after Dumézil (1996)
- Miscellanea Indo-Europea (1999)